# Tshepang Makhethe
Tshepang Makhethe (* 19. Februar 1996 in Sasolburg) ist ein südafrikanischer Leichtathlet, der sich auf den Hammerwurf spezialisiert hat.

## Sportliche Laufbahn
Erste internationale Erfahrungen sammelte Tshepang Makhethe 2013 bei den Jugendweltmeisterschaften in Donezk, bei denen er mit dem 5-kg-Hammer mit einer Weite von 75,54 m den sechsten Platz belegte. Im Jahr darauf nahm er mit dem 6-kg-Hammer an den Juniorenweltmeisterschaften in Eugene teil und erreichte dort mit 72,94 m Rang zehn, ehe er im Jahr darauf bei den Juniorenafrikameisterschaften in Addis Abeba mit 74,28 m die Silbermedaille gewann. 2016 gewann er im Erwachsenenbereich mit 65,54 m die Bronzemedaille hinter dem Ägypter Eslam Ahmed Taha und seinem Landsmann Chris Harmse. 2017 nahm er erstmals an der Sommer-Universiade in Taipeh teil und wurde dort mit einem Wurf auf 69,77 m Achter. Im Jahr darauf belegte er bei den Commonwealth Games im australischen Gold Coast mit 67,99 m den neunten Platz und landete anschließend bei den Afrikameisterschaften in Asaba mit 68,81 m auf Rang vier, ehe er beim Continental-Cup in Ostrava mit 66,29 m auf Rang sieben gelangte. 2019 nahm er erneut an den Studentenweltspielen in Neapel teil und klassierte sich dort mit 65,70 m auf dem zehnten Platz. 2022 gewann er bei den Afrikameisterschaften in Port Louis mit 68,75 m die Silbermedaille hinter seinem Landsmann Allan Cumming und anschließend gelangte er bei den Commonwealth Games in Birmingham mit 68,76 m auf Rang sieben. 2024 belegte er bei den Afrikameisterschaften in Douala mit 68,58 m den fünften Platz.
2019 wurde Makhethe südafrikanischer Meister und damit der erste nach 22 Jahren, in denen nicht Chris Harmse siegte. Auch 2023 wurde er südafrikanischer Meister. Er ist Student an der Nordwest-Universität in Potchefstroom.